# Kristy Sargeant-Wirtz
Kristy-Lee Sargeant-Wirtz (ur. 24 stycznia 1974 w Red Deer) – kanadyjska łyżwiarka figurowa, startująca w parach sportowych z mężem Krisem Wirtzem. Uczestniczka igrzysk olimpijskich (1994, 1998), wicemistrzyni czterech kontynentów (1999) oraz dwukrotna mistrzyni Kanady (1998, 1999). 
Ma starszą siostrę Lisę, która także była łyżwiarką figurową. W 1992 roku Kristy Sargeant urodziła córkę Triston, której ojcem jest łyżwiarz figurowy Jason Turner. W 1999 roku wyszła za mąż za swojego partnera sportowego Krisa Wirtza z którym ma córkę Brianę (ur. 2002) oraz syna Tylera (ur. 2005). 
Po zakończeniu kariery amatorskiej w 2003 roku wraz z mężem zostali trenerami łyżwiarstwa w Kitchener-Waterloo Skating Club w Waterloo.

## Osiągnięcia

### Z Krisem Wirtzem
| Zawody                           | 92–93          | 93–94          | 94–95          | 95–96          | 96–97          | 97–98          | 98–99          | 99–00          | 00–01          |                |                |                |                |                |                |                |                |
| Międzynarodowe                   | Międzynarodowe | Międzynarodowe | Międzynarodowe | Międzynarodowe | Międzynarodowe | Międzynarodowe | Międzynarodowe | Międzynarodowe | Międzynarodowe | Międzynarodowe | Międzynarodowe | Międzynarodowe | Międzynarodowe | Międzynarodowe | Międzynarodowe | Międzynarodowe | Międzynarodowe |
| -------------------------------- | -------------- | -------------- | -------------- | -------------- | -------------- | -------------- | -------------- | -------------- | -------------- | -------------- | -------------- | -------------- | -------------- | -------------- | -------------- | -------------- | -------------- |
| Igrzyska olimpijskie             |                | 10             |                |                |                | 12             |                |                |                |                |                |                |                |                |                |                |                |
| Mistrzostwa świata               |                | 11             |                | 7              | 6              | 7              | 6              | 10             | 8              |                |                |                |                |                |                |                |                |
| Mistrzostwa czterech kontynentów |                |                |                |                |                |                | 2              | 4              | 7              |                |                |                |                |                |                |                |                |
| GP Nations Cup                   |                |                | 4              |                | 4              |                |                |                | 4              |                |                |                |                |                |                |                |                |
| GP Cup of Russia                 |                |                |                |                |                |                |                |                | 5              |                |                |                |                |                |                |                |                |
| GP Skate America                 |                |                |                | 6              |                |                | 2              |                |                |                |                |                |                |                |                |                |                |
| GP Skate Canada International    |                | 7              | 1              |                | 4              | 5              | 4              | 3              |                |                |                |                |                |                |                |                |                |
| GP Trophée Lalique               |                |                |                | 6              |                |                | 4              | 5              |                |                |                |                |                |                |                |                |                |
| Krajowe                          |                |                |                |                |                |                |                |                |                |                |                |                |                |                |                |                |                |
| Mistrzostwa Kanady               | 5              | 2              | 5              | 2              | 2              | 1              | 1              | 2              | 2              |                |                |                |                |                |                |                |                |

### Z Colinem Eppem
| Mistrzostwa Kanady | 2 J |